# Leucon kobjakovae
Leucon kobjakovae är en kräftdjursart som beskrevs av Lomakina 1955. Leucon kobjakovae ingår i släktet Leucon och familjen Leuconidae. Inga underarter finns listade i Catalogue of Life.